# احمدعلی مقیمی
احمدعلی مقیمی (زادهٔ ۱۳۳۶ در بهشهر) سیاستمدار ایرانی و نماینده دوره هشتم و نهم مجلس شورای اسلامی ایران و دارای مدرک دکتری حقوق بین‌الملل می‌باشد.
او پس از محمدحسن جمشیدی اردشیری و پیش از علی‌محمد شاعری به عنوان نماینده مردم بهشهر برای دو دوره متوالی در مجلس شورای اسلامی مشغول فعالیت بوده و در دوره دهم با کسب ۲۲,۵۰۱ رأی از ۱۷۵,۹۷۳ رأی مأخوذه، در رده سوم شمارش آراء قرار گرفت و نتوانست به مجلس راه پیدا کند. او همچنین در انتخابات دوره هفتم نیز از همین حوزه اعلام کاندیداتوری کرده بود که در آن دوره محمدحسن جمشیدی با کسب ۵۰٬۷۴۱ رأی از ۱۴۷٬۰۸۴ رأی راهی بهارستان شده بود.

## سوابق
- عضو جمعیت ایثارگران انقلاب اسلامی
- قائم مقام روزنامه جام جم
- مدیر بنیاد مستضعفان و جانبازان شهرستان‌های استان تهران
- مشاور اجرایی سازمان صدا وسیما در معاونت‌های اداری مالی و امور استان‌ها و مجلس
- مدیر نمایندگی اداری مالی و پشتیبانی مراکز استان‌های صدا و سیمای کشور
- نماینده سازمان صدا و سیما در امور ایثارگران در دولت
- بازرس سازمان بهزیستی در شرکت‌های تابعه
- قائم مقام بنیاد مستضعفان انقلاب اسلامی استان تهران
- نماینده هیئت عالی نظارت مجلس در فرهنگ عمومی استان مازندران
- نایب رئیس پارلمان دوستی کشورهای بوسنی هرزگوین، السالوادور و اتریش
- عضو کمیسیون عمران مجلس شورای اسلامی
- اولین دبیر مجمع نمایندگان استان مازندران (دوره هشتم)
- معاونت بازرسی مناطق نیروی دریایی سپاه
- فرماندهی مرکز آموزشی ثامن الائمه سپاه [۵]